# Van Sypesteynkazerne

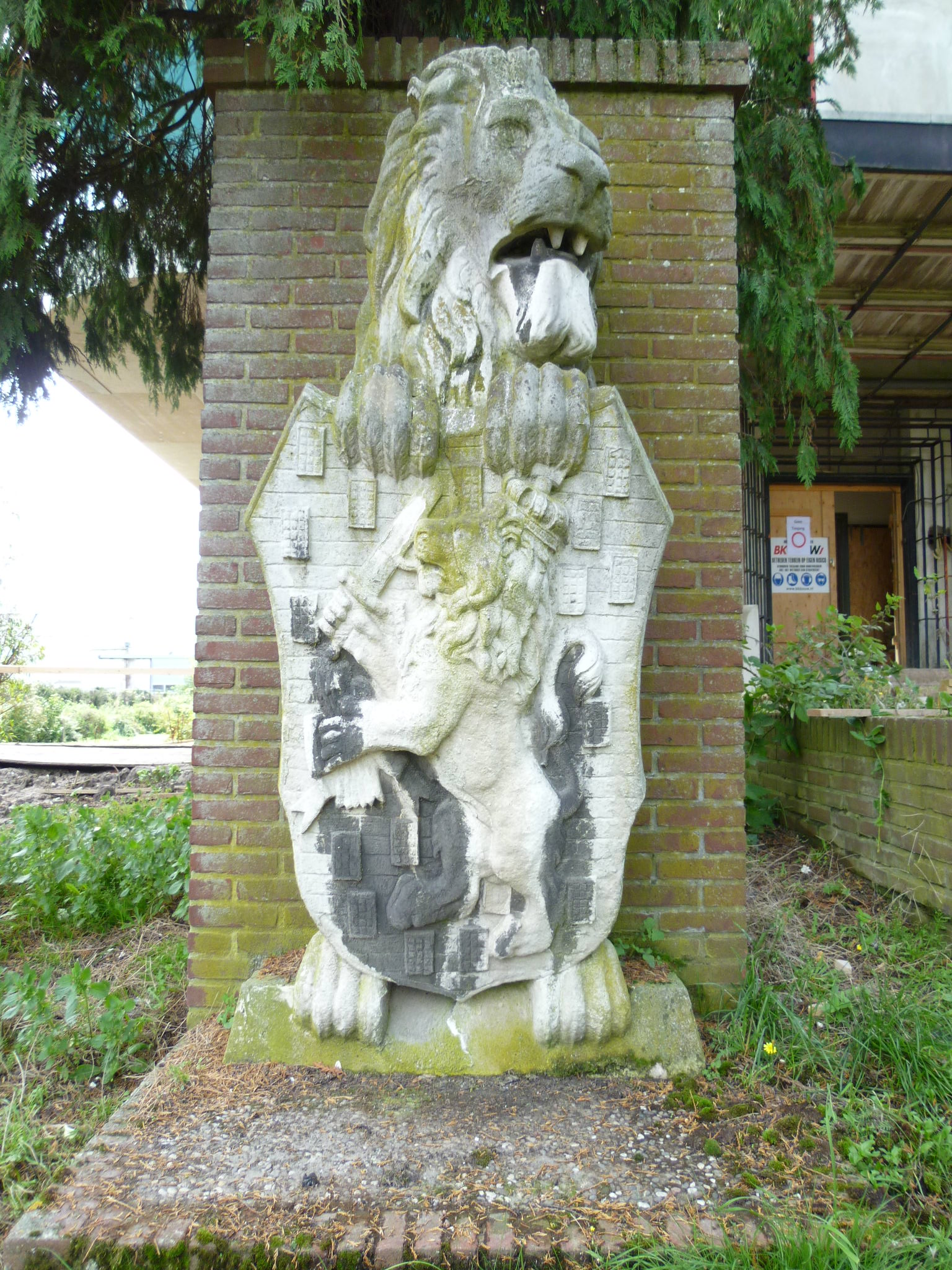
Beeldhouwwerk afkomstig uit de kazerne.

De (Van) Sypesteynkazerne, ook wel onder meer Van Seypesteijnkazerne of tot 1939 Kazerne der Veldartillerie genoemd, was een kazerne in de Nederlandse stad Utrecht.
De kazerne is omstreeks 1878 gebouwd ten westen van de oude binnenstad langs de Leidse Rijn. Het Eerste Regiment Veldartillerie vertrok in 1938 uit de kazerne waarna deze werd vernoemd naar de krijgsgeschiedkundige Jan Willem van Sypesteyn (1816-1866). In 1968 is de kazerne aan de Leidseweg 22 gesloopt. Het grondgebied is daarna gebruikt om een deel van Hoog Catharijne (het Jaarbeursplein-gebied) te bouwen. Twee beeldhouwwerken van de kazerne zijn herplaatst in de tuin van Villa Jongerius.
Het deel van de Leidseweg nabij de gesloopte kazerne werd in 1974 hernoemd tot Van Sijpesteijnkade.